# Baidu (Ilchan)

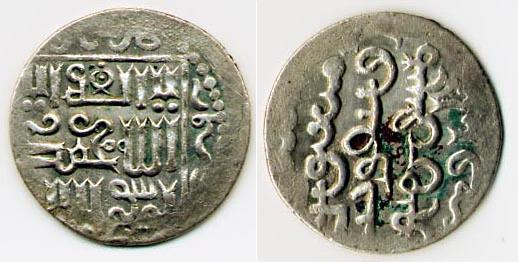
Unter Baidus Chaganat herausgegebene Münzen

Baidu (auch Baydu, mongolisch ᠪᠠᠶᠢᠳᠤ Bajdu; † 5. Oktober 1295) war der sechste Herrscher des mongolischen Ilchanats im Iran. Er war der Sohn Taraqais und Enkel Hülegüs und folgte seinem Cousin Gaichatu als Khan im Jahr 1295 nach.
Baidu erhob sich 1295 gegen Gaichatu, der ihn im Rausch einer Feier hatte verprügeln lassen. Er gewann den daraufhin ausbrechenden Krieg mit Hilfe einer Gruppe von Verschwörern, geführt von dem mongolischen Emir Taghachar (Ta'achar), und Gaichatu wurde gefangen und ermordet. Baidu wurde als gemächlich und kontrollierbar angesehen und unter ihm wurde das Ilchanat unter den Verschwörern aufgeteilt.
Baidu hatte große Sympathien gegenüber dem Christentum, aber es war erforderlich, dass er nach außen als Muslim auftrat. Nach Saunders Buch Mongol Conquests erlaubte Baidu Kirchen auf seinem Ordu und trug ein Kreuz um den Hals. Er wurde von seiner Anhängerschaft dazu gedrängt, sich seines Rivalen Ghazan, des Sohnes Arghuns zu entledigen, aber lehnte es wegen der (in einem großen Trinkgelage beschworenen) Zuneigung zu ihm ab. Indes verließen ihn nach und nach seine Anhänger (einschließlich Taghachars), zum Teil wegen der Intrigen von Ghazans Emir Nauruz, und es kam zum Bürgerkrieg mit Ghazan. Baidu versuchte zu entkommen und floh von Aserbaidschan nach Georgien, wurde aber in der Nähe von Nachitschewan gefangen genommen. Nach nur fünf Monaten an der Macht wurde er am 5. Oktober 1295 hingerichtet.

## Weblink
- Baidu (Ilchan). In: Ehsan Yarshater (Hrsg.): Encyclopædia Iranica. (englisch, iranicaonline.org – mit Literaturangaben).